# Cumberland Gap (Tennessee)
Cumberland Gap è un comune degli Stati Uniti d'America, situato nello Stato del Tennessee, nella Contea di Claiborne.